# 黃典權
黃典權（1927年10月16日—1992年7月18日），字衡五，歷史學者，是臺灣臺南市文獻委員會創會委員之一。曾擔任臺南市文廟管理委員、臺南縣文獻委員、臺灣史蹟源流會指導委員、內政部古蹟評定委員、文化建設委員會古蹟管理維護及考評工作小組顧問等職。黃典權主持《臺南文化》編務工作近20年，也帶領學生從事史蹟踏查，對於臺南市文獻史料的建立與保存有卓越貢獻。他一生的讀書札記卡片，以「四角號碼」統記歸分，其中光是明鄭時代人物相關者，數量便將近有一萬四千多片。黃典權所發現之文物，會依其價值來向相關機構諮請收藏，如鄉土文物會送給臺南市歷史館、國史相關文物送給國立歷史博物館，又有一些會送給成大歷史系文物館。
黃典權寫文章有諸多筆名，有衡五、惠兒、陳惠兒、南史、啼魂、啼痕、憨園、赤嵌樓主等等。此外在主編《臺南文化》期間，上頭以「本會」名義發表的文章，大多出自黃典權之手。其文章除刊載於《臺南文化》，也刊載於《臺灣風物》、《南瀛文獻》、《臺北文獻》、《臺灣省文獻》、《高雄市文獻》、《臺北文物》、《孔孟月刊》、《大義雜誌》、《暢流》、《藝文誌》、《中央日報》、《中華日報》等期刊報章上。此外他也參與過《臺南市志稿》、《臺南市志》、《屏東縣志》等志書的編纂。

## 生平

### 早年生平
黃典權於民國16年（1927年）10月6日出生於中華民國福建省龍溪縣，民國20年（1931年）進入省立龍溪中學附屬小學就讀。民國26年（1937年）考入龍溪中學初中部，因中日戰爭，隨學校迫遷到閩西長汀縣。民國29年（1940年），考取省立長汀中學高中部。民國32年（1943年），考入此時遷到長汀的國立廈門大學歷史系。就學期間深受谷霽光、葉國慶、歐陽琛等教授影響。民國36年（1947年）自廈門大學歷史系畢業，當時的畢業論文是《明末福建漳泉之海盜》。大學畢業後，應龍溪中學校長謝新周之邀，前往教授高一國文與高三兩班外國史。
二次大戰後，民國38年（1949年）8月黃典權為尋找三兄黃典錡而到臺灣臺南，不久兩人便重逢。隔年（1950年）於臺南女子商業學校（今國立家齊高中前身）任教，不久兼任教務主任。當時的臺南市長卓高煊設立「臺灣史料編輯委員會」，黃典權獲聘為委員。民國40年（1951年），「臺灣史料編輯委員會」改為「臺南市文獻委員會」，黃典權為創立時的委員之一。該年（1951年）10月，期刊《臺南文化》發行，黃典權於創刊號上撰寫〈寧靖王〉一文。民國42年（1953年）6月1日，黃典權受聘擔任臺南市文獻委員專任編纂組長，負責《臺南文化》編務，同時主修《臺南市志稿》。他與石暘睢、莊松林、林咏榮、連景初被推選為「志目研擬小組」成員，並由黃典權負責起草。由於當時文獻會位在赤嵌樓文昌閣內，黃典權以「赤嵌樓主」作為筆名。
民國44年（1955年）7月24日，黃典權與洪玲花結婚。民國45、46年（1956、1957年），國立歷史博物館館長包遵彭聘黃典權為研究委員。民國53年（1964年），臺南進士施瓊芳、施士後人因經濟問題找上黃典權，希望能收購先人的手稿。黃典權原先打算婉拒，後來為保存文稿而向許丙丁借錢收購。民國54年（1965年）11月，受聘在臺南私立崑山工業專科學校（今崑山科技大學）擔任講師，兼校長室秘書。之後升任副教授，仍兼任秘書，同時擔任臺南市文獻委員與編纂組長。此外該年（1965年）臺灣銀行經濟研究室出版黃典權整理施瓊芳、施士洁作品而成的《後蘇龕合集》。民國59年（1970年），受聘為教育部文化局「祭孔工作小組」顧問。

### 成大任教
民國60年（1971年）春，黃典權赴國立成功大學歷史系演講，當時系主任吳緝華有意聘請黃典權，但當時並沒有師資員額的缺而未成。而該年（1971年）夏，日本漢學家森克己、酒井忠夫率團來臺，在到臺南時曾抽空前往黃典權家拜訪。到了民國62年（1973年），成大歷史系系主任陳捷先請黃典權兼課，教授「臺灣省志」一科。黃典權在成大歷史系推動「史蹟勘考小組」，並主籌編印刊物《史蹟勘考》。成大歷史系在黃典權協助下，與國立歷史博物館、省立臺南社會教育館（今國立臺南生活美學館）、臺南市政府締結建教合作。此外成大歷史系在陳捷先與黃典權推展下，獲得哈佛燕京學社贊助。
民國64年（1975年）春，黃典權與臺南社教館（當時設在今臺南公會堂）館長書道弘商訂南門碑林拓製計劃，選何培夫、李永麟、黃啟迪、顏文魁、吳書樂、楊師宏等學生參與，歷時兩個月。而在該年（1975年）6月5日，在哈佛燕京社贊助下黃典權率成大歷史系學生前往澎湖拓碑，6月7日返臺。同年8月，成大歷史系系主任陳捷先聘請黃典權成為專任副教授，教授「明史」課程，同時還有外系數班的「中國通史」。而先前的「臺灣省志」課程，也繼續教授。民國65年（1976年）11月11日，成大歷史系「文物館」成立，展覽的藏品中便有黃典權帶學生至各處實地查勘的成果。該年（1976年）12月23日，之前南門碑林的拓圖在社教館展出五天，之後成果臺臺南市鄭五在民國68年（1979年）10月出版。民國68年（1979年），黃典權參與《臺南市志》的纂修。
民國71年（1982年）3月，黃典權遭遇重大車禍，肝腎內臟已有受損。民國73年（1984年）9月，英國劍橋大學李約瑟和其助理魯桂珍應陳立夫之邀來臺，並在28日來到臺南入住赤嵌大飯店。當時臺南市長蘇南成請黃典權陪同李約瑟等人參訪，同時並請他在薦舉一人陪同。而後黃典權便找上同事丁煌，原先丁煌以恐難以勝任為由拒絕，但黃典權表示李約瑟此行到臺南打算訪問道士陳榮盛，而丁煌研究道教多年，若不肯同行恐怕沒有可對話答詢者，於是丁煌遂同意同行。李約瑟與魯桂珍在臺南除拜訪陳榮盛宅外，並前往延平郡王祠與赤嵌樓參觀。
民國78年（1989年）4月5日，黃典權前往香港出席香港大學亞洲研究中心「亞太地區地方歷史國際會議」。而其兄長黃典誠當時受香港中文大學之邀，從廈門來參與港大中文系召開的「章太炎、黃侃學術研討會」，兩人因而在分開多年之後重逢。民國79年（1990年）11月，在成大歷史系梁華璜（系主任）、黃典權、丁煌，高雄師大王賢德、張守真及日本酒井忠夫等諸位教授多次聯繫商議下，訂下「臺灣南部寺廟調查暨研究計劃書」，有臺日多位學者參與。

### 逝世
民國80年（1991年），黃典權健康狀況欠佳，入住省立臺南醫院（今衛生福利部臺南醫院），但仍從事教職。民國81年（1992年）7月16日晚上，黃典權在住家咳血，妻子與長男隨即僱車將他送往成大醫院急診，後於7月18日凌晨12時5分因肝硬化引起的併發症去世。

## 身後
成大歷史系教授丁煌在黃典權去世整理其遺著目錄，初稿刊於1992年12月15日發行的《中國歷史學會會訊》第44期。而後寫有〈黃典權教授與臺灣史研究〉、〈文獻委員黃典權教授傳略及其治學業績〉等文記述其生平與治學貢獻。
2014年，在成大歷史系教授蕭瓊瑞教授協助，並經黃典權妻子洪玲花同意，將黃典權存放在臺南土城正統鹿耳門聖母廟的研究資源捐給臺南市政府文化局。同年年底，曾與黃典權共事的成大歷史系教授丁煌，以及黃典權學生何培夫教授參與黃典權教授紀念專輯的編寫。
2017年4月，黃典權家屬將黃典權收藏的《喆園吟草》、《後蘇龕草》、《文魁吳尚霑筆跡詩集》文稿捐給國立臺灣文學館。

## 爭議
- 臺南延平郡王祠前日式鳥居改建的石造牌坊上，原為前國防部長白崇禧題字的對聯「孤臣秉孤忠，浩氣磅礡留萬古，正人扶正義，莫教成敗論英雄」。然而在1964年重建時，遭黃典權更改為「孤臣秉孤忠五馬奔江留取汗青垂宇宙，正人扶正義七鯤拓土莫將成敗論英雄」。[5]造成外界誤會為白崇禧對聯原文為如此，現今臺南市文獻委員會已於2006年在牌坊旁立碑說明此事。

## 子女
- 黃聯乙（長子）：1956年出生，國立中興大學地政學系畢業，從商[1]。
- 黃平蘭（長女）：1958年出生，崑山工專（今崑山科技大學）化工科畢業[1]。與邱江泉結婚，育有二子（大瑋、柏豪）一女（珮瑩）[1]。
- 黃平芸（次女）：1960年出生，國立藝術專科學校（今國立臺灣藝術大學）美工科畢業，後與童清峰[註 7]結婚[1]。
- 黃平蒂（三女）：1964年出生，逢甲大學畢業，後與蕭天露結婚，有一女（冠瑜）[1]。